# قيلومى حادة
القيلومى الحادة (الاسم العلمي:Stylonema acutum) هي نوع من الطحالب الحمراء تتبع جنس القيلومى من الفصيلة القيلومية.